# Districtul Zirc
Zirc (în maghiară Zirci járás) este un district în județul Veszprém, Ungaria.
Districtul are o suprafață de 331,02 km2 și o populație de 19.516 locuitori (2013).